# Свемогући Брус
Свемогући Брус (енгл. Bruce Almighty) је филмска комедија из 2003. године, коју је режирао Том Шејдијак. Главне улоге играју Џим Кери, Џенифер Анистон и Морган Фриман. Када је изашао у америчким биоскопима 23. маја 2003. године, филм је зарадио 85,9 милиона долара током првог викенда. Филм је следећег викенда по заради престигао филм Матрикс 2. До краја свог приказивања филм је зарадио 242 милиона долара у Америци, а укупна зарада широм света је износила преко 484 милиона долара, што га је учинило петим најуспешнијим филмом из 2003. године. 
Самостални наставак Свемогући Еван, који се фокусира на лика којег је у овом филму тумачио Стив Карел, док режију и сценарио потписују Шедијак и Одекерк и Фриман репризира своју улогу, је изашао 2007. године, међутим био је критички и комерцијални неуспешан.

## Радња
Брус Нолан је фрустрирани ТВ новинар који био принуђен да обавља „ниже” новинарске задатке, док његов не тако талентован колега води главну емисију на телевизији. Разочарани Брус од Свевишњег захтева објашњење за ову неправду и његов колега одлучи да се одазове Брусовом изазову. Kако је Бог ионако намеравао да крене на годишњи одмор, он препушта Брусу све своје моћи и овлашћења на недељу дана.

## Улоге
| Глумац           | Улога        |
| ---------------- | ------------ |
| Џим Кери         | Брус Нолан   |
| Џенифер Анистон  | Грејс Коноли |
| Морган Фриман    | Бог          |
| Лиса Ен Волтер   | Деби Коноли  |
| Филип Бејкер Хол | Џек Бејлор   |
| Стив Карел       | Еван Бакстер |
| Кетрин Бел       | Сузан Ортега |
| Сали Киркланд    | Анита Ман    |
| Нора Дан         | Али Ломан    |
| Еди Џејмисон     | Боби         |